# Bataille de Bataan (1945)
Pour les articles homonymes, voir Bataille de Bataan.
Seconde Guerre mondiale
Batailles
Campagne des Philippines
- Formose
- Leyte
- Golfe de Leyte
- Baie d'Ormoc
- Mindoro
- Maguindanao
- Golfe de Lingayen
- Luçon
- Col de Bessang
- Raid de Cabanatuan
- Bataan (1945)
- Manille (1945)
- Corregidor (1945)
- Baguio (1945)
- Raid de Los Baños
- Visayas
- Palawan
- Mindanao
- Jolo
- Davao
- Raid en mer de Chine méridionale

La seconde bataille de Bataan est une bataille de la guerre du Pacifique ayant eu lieu du 31 janvier 1945 au 21 février 1945 durant la campagne des Philippines, et plus précisément dans le cadre de la bataille de Luçon.
La reconquête de cette péninsule dans la baie de Manille remplissait un double objectif pour l'état-major américain : à la fois purement militaire et logistique pour accélérer le débarquement et l’acheminement de ravitaillement et de matériel pour les troupes engagées lors de la  bataille de Manille, mais également dans un souci de symbole et d'image, les Américains reprenant le terrain perdu en 1942 lors de la première bataille de Bataan après laquelle près de 12 000 de leurs soldats avaient été faits prisonniers et soumis aux mauvais traitements japonais lors notamment de la marche de la mort de Bataan.
Les forces en présence étaient très déséquilibrées, une division entière américaine, la 38e division d'Infanterie assistée par le 34e régiment d'infanterie ont été opposés à un détachement d'à peine 2 400 soldats nippons. Le commandement japonais ayant en effet préféré concentrer ses troupes pour la défense de la ville Manille, à la surprise des Américains s'attendant à au moins rencontrer une ou plusieurs divisions impériales sur Bataan, point stratégique et vital de l'île.

## La bataille
Après un débarquement sans opposition près de la ville de San Narciso le 29 janvier 1945, les objectifs visant à la capture du port de Olongapo, ainsi qu'à la reprise de Fort Wint dans la Baie de Subic sont atteints dès le lendemain sans combat. L'aéroport de San Marcelino a de son côté déjà été conquis les jours précédents par la guérilla philippine.
Les forces japonaises se sont en effet solidement retranchées dans les Monts Zambales au nord de la péninsule de Bataan. Ils ont investi ces collines, en y établissant un système défensif constituées de casemates, tunnels et tranchées reliés entre eux et camouflées par la végétation dense traversée par une seule route.
Le terrain sinueux, vallonné et recouvert de jungle n'offrant que très peu de visibilité, les unités américaines ont rencontré de grandes difficultés à localiser, à identifier et donc à percer les principales lignes de défense nippones, qui ont offert une résistance dure et opiniâtre. Cette zone, surnommée Zig-Zag Pass par les GI, tombe finalement le 14 février 1945 après de sévères combats.
D'autres débarquements eurent lieu le 15 février 1945 à l'extrême sud de la péninsule de Bataan, l'infanterie américaine continuant la sécurisation de la péninsule jusqu'au 21 février 1945 face à une opposition japonaise plus faible et clairsemée.

## Conséquences
La très rapide prise des principales infrastructures de la région de Zambales dans les premiers jours de la bataille a permis d'offrir un utile support pour les troupes engagées dans la bataille de Manille. Hormis lors des rudes affrontements dans Zig-Zag Pass face à des défenseurs japonais déterminés et préparés, les unités américaines n'ont pas rencontré de difficultés majeures dans cette opération.
Par la suite la conquête de la péninsule de Bataan a quant à elle autorisé l'entière utilisation de la baie de Manille pour un meilleur et plus efficient ravitaillement des troupes américaines sur Luçon mais également en vue de la préparation des imminentes et futures opérations aux Philippines.